# Confessions of a Dangerous Mind
Confessions of a Dangerous Mind är en amerikansk film från 2002 i regi av George Clooney, som även har en mindre roll i filmen. Filmen är baserad på en självbiografisk roman skriven av Chuck Barris och omskriven till film av Charlie Kaufman. 

## Handling
Chuck Barris (Sam Rockwell) är programledare för ett lekprogram i TV, samtidigt som han är en lejd mördare som betalas av verksamma inom CIA.

## Rollista (urval)
- Sam Rockwell – Chuck Barris
  - Michael Cera – Chuck Barris, som ung
- Drew Barrymore – Penny Pacino
- George Clooney – Jim Byrd
- Julia Roberts – Patricia Watson
- Rutger Hauer – Keeler
- Jerry Weintraub – Larry Goldberg
- Robert John Burke – Instructor Jenks
- Michael Ensign – Simon Oliver
- Maggie Gyllenhaal – Debbie
- James Urbaniak – Rod Flexner
- Rachelle Lefevre – Tuvia
- Brad Pitt – Bachelor #1
- Matt Damon – Bachelor #2